# Rååbåtarna

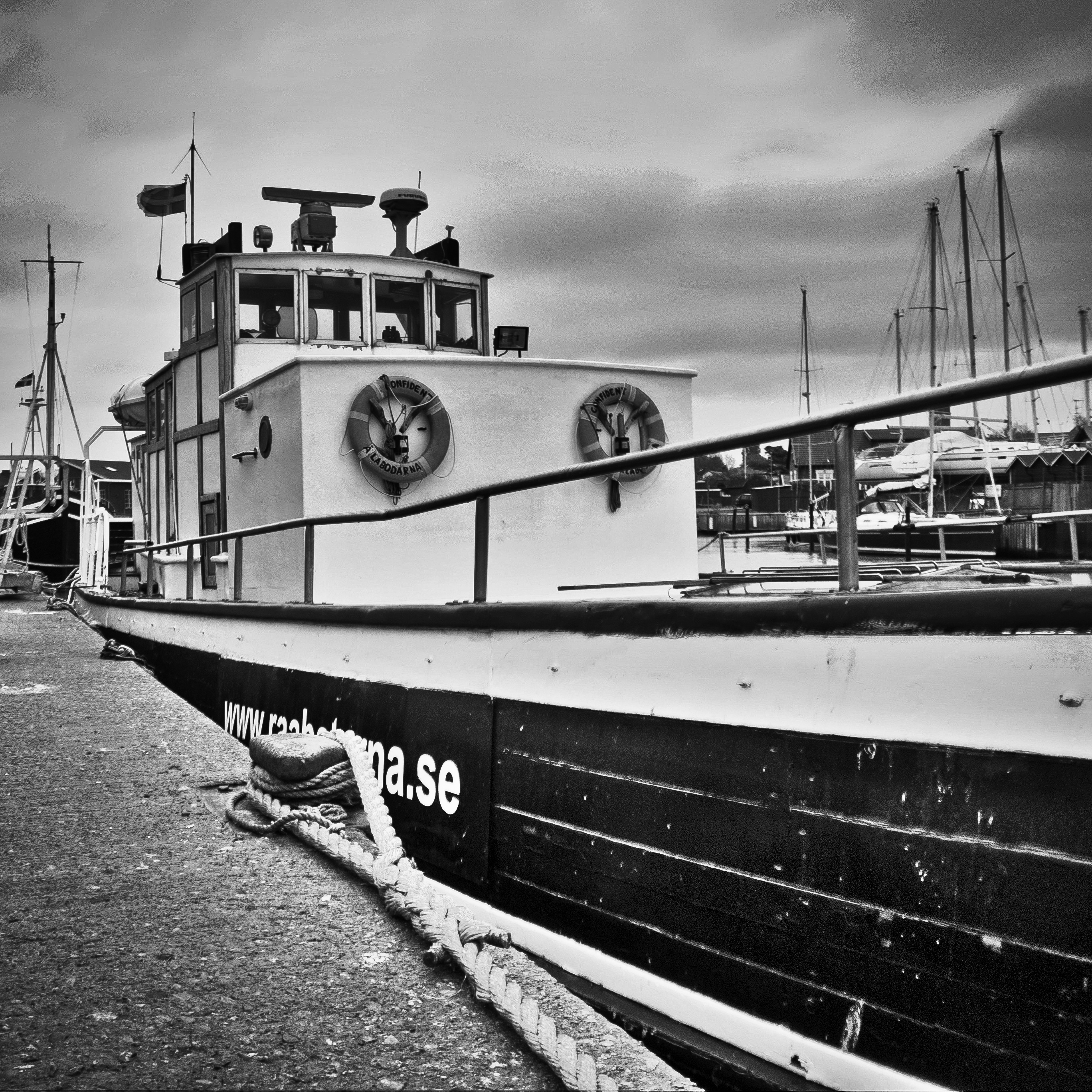
Rååbåten Confident i Råå hamnn hösten 2014

Rååbåtarna AB är ett svenskt företag med rederiverksamhet som under sommartid bedriver båttrafik mellan Råå hamn och Bäckviken på Ven samt har fisketurer och chartertrafik på Öresund.
Bakgrunden till sportfisketurerna på Råå började med fartyget Svalandia 1962 då skepparen George Persson inledde turer för sportfiskare. 1976 togs verksamheten över av Petter Larsson och John "Tjoffe" Löfström som hade lång erfarenhet av sportfiskebåtar från flera andra Öresundshamnar sedan 1949. Tjoffes brorson Thomas Lövström tog över 1993 som sedan dess driver företaget. Alla fartyg på rederiet har Ålabodarna som hemmahamn. 

## Fartyg

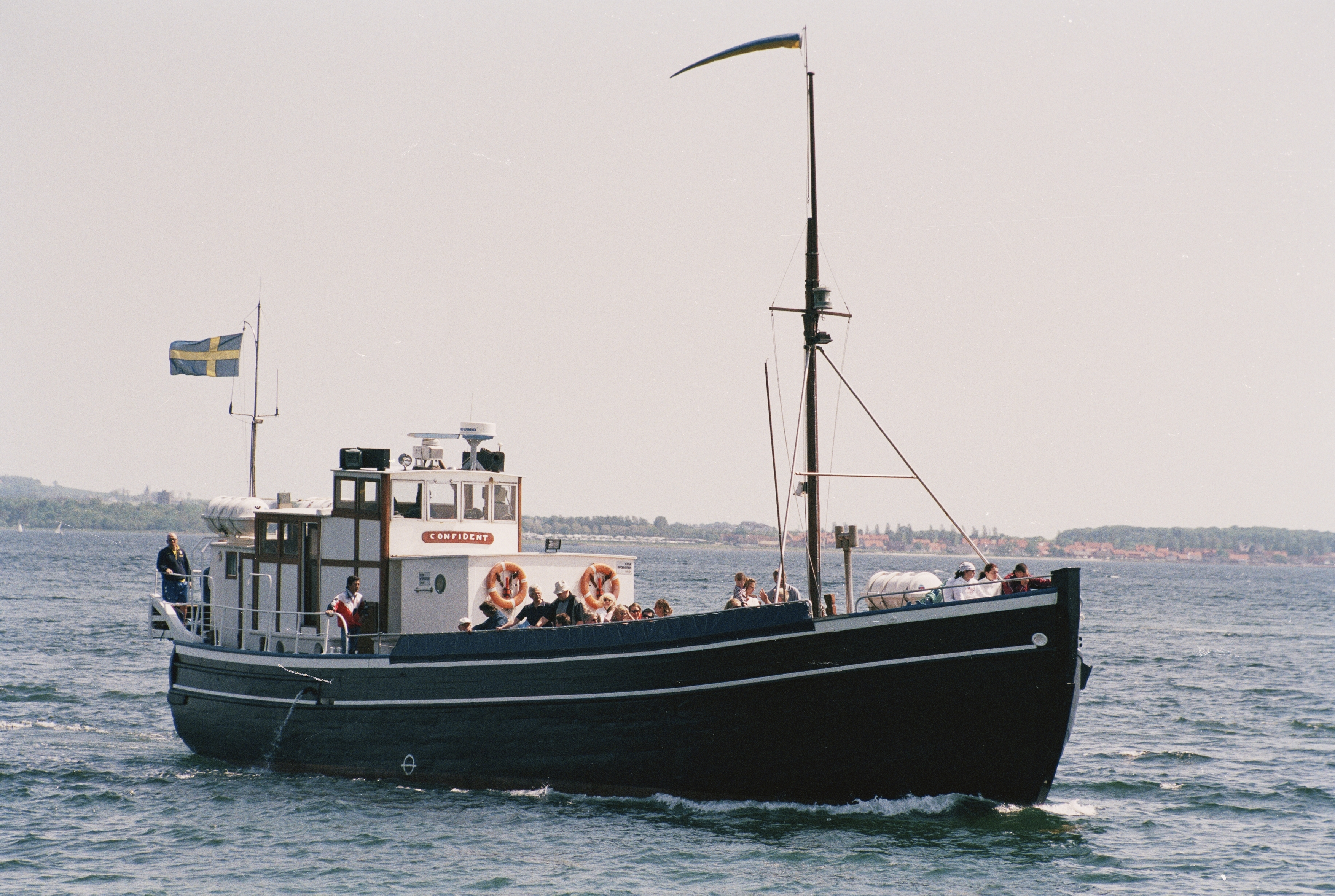
Confident till havs på Ventur

### M/S Confident
Rederiets äldsta fartyg sjösatt 1899 i Faxe som sedan sent 1960-tal trafikerat farleden Råå-Bäckviken.

### M/S Siam
Har kört fisketurer från Råå sedan 2007, byggd 1954 på Hälsö av ek och har tidigare varit fiskefartyg i Donsö.

### M/S Islandia
Funnits sedan 1990-talet på Råå och är byggt 1960 på varvet Jens Nielsen i Thurø i Danmark.

## Tidigare fartyg

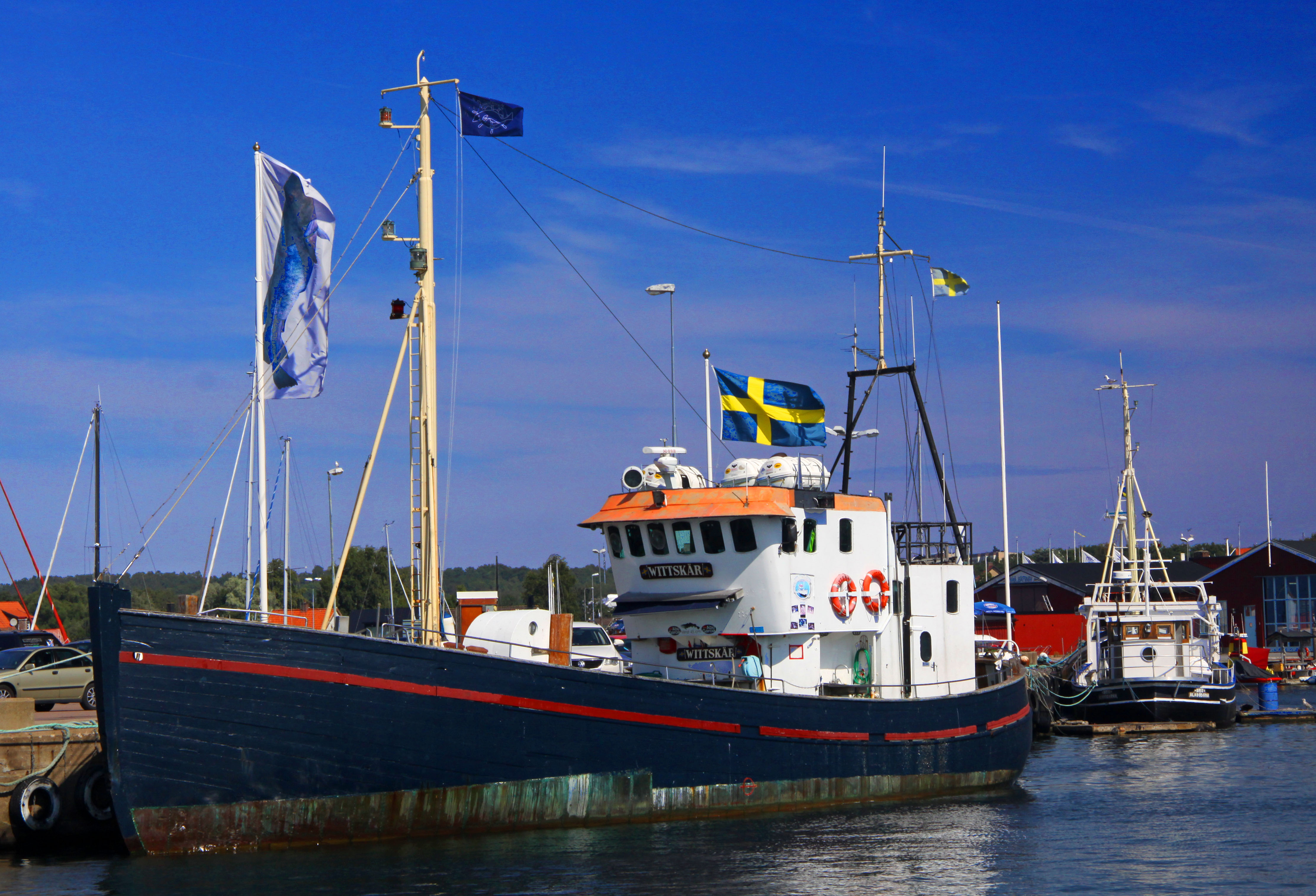
Wittskär senare döpt till Svalandia II i Råå hamn 2012 med båten Bris i bakgrunden

### M/S Svalandia
Motorgaleas byggt på Holms varv på Råå 1936 som var fraktbåt fram till 1962 då sportfisketurer började göras. Brann och sjönk utanför Trelleborg 2009, alla ombord räddades och plockades upp av tysklandsfärjan Sassnitz.

### M/S Svalandia II
Fiskefartyg byggt 1949 på Öckerö som från 1989 hade namnet Wittskär och från 1996 körde som charter- och turfiskebåt från Råå med några ägarbyten genom åren. Togs över av Rååbåtarna 2014 och fick namnet Svalandia II. 
Sjönk i Råå hamn mellan jul och nyår 2021 efter sabotage. Skrotning påbörjad i december 2022 där man hoppades kunna rädda övre hytten /styrhuset. Skrovet sjönk igen i juni 2023, då hade man lyckats sätta styrhytten på kaj.

### M/S Bris
Båt av typen fiskekutter byggd ca 1932 som användes från 2008 fram till 2015 då den såldes.